# The Black Cat (film 1934)
The Black Cat è un film horror del 1934 diretto da Edgar G. Ulmer, prodotto dalla Universal Studios, liberamente tratto da racconto di Edgar Allan Poe Il gatto nero (1843).

## Trama
Una giovane coppia in viaggio di nozze viene soggiogata dal potere medianico di un sinistro personaggio. Rinchiusi in una villa, i due sposi assistono alla lotta tra quest'uomo e un altro uomo misterioso, suo acerrimo nemico, fino a che la morte di uno dei due non giungerà a liberarli.

## Produzione
Il film fu prodotto dall'Universal Pictures con un budget stimato di 95.745 dollari. Venne girato agli Universal Studios al 100 Universal City Plaza di Universal City.

## Distribuzione
Distribuito dall'Universal Pictures, il film fu presentato in prima il 3 maggio. Uscì nelle sale cinematografiche USA il 7 maggio 1934 presentato da Carl Laemmle. Ne vennero curate alcune riedizioni: nel 1938, 1953, 1986 e, in Francia, il 24 marzo 2004.